# عبد الله فريد
عبد الله فريد (13 سبتمبر 1977 -)، ممثل ومخرج كويتي. عمل في أدوار المساعدة في العديد من الأعمال التلفزيونية والمسرحية. تخرج من المعهد العالي للفنون المسرحية - الكويت- تخصص اخراج تلفزيوني ،كما أنه عمل كمنتج منفذ وبدا العمل الفني بعام 1994.

## أعماله
- بوكريم برقبته سبع حريم.
- زوارة خميس.
- أميمه في دار الأيتام.
- المنقسي.
- موزه و لوزة.
- وعد ومش مكتوب.
- رسائل من صدف.
- مذكرات أمونة.
- زارع المشموم.
- بقايا ليل.
- الحيالة.
- العضب (السرايات ج2).
- أسرار خلف الجدران.
- الاختيار.
- القرميد.
- سلامتك.
- وين ما أطقها عوية.
- الصحيح ما يطيح.
- دارت الأيام.

### في الإخراج
- غريب الدار
- بوكريم برقبته سبع حريم
- موزه و لوزه
- أم البنات
- رسائل من صدف
- دار الزمن

## روابط خارجية
- عبد الله فريد على موقع قاعدة بيانات الأفلام العربية